# 雪里见
雪里见（学名：Arisaema rhizomatum）是天南星科天南星属的植物。分布于中国大陆的云南、四川、西藏、湖南、广西等地，生长于海拔650米至2,800米的地区，多生长于石缝中、常绿阔叶林下、苔藓林下、石上以及石洞旁，目前尚未由人工引种栽培。

## 别名
野包谷（贵州） 半截烂、躲雷草（贵州清镇、云南昭通） 大半夏（云南腾冲） 独角莲、麻醉药、大麻药（广西龙胜） 蛇包谷（四川雷波） 花脸、铁灯台（湖南新宁）

## 异名
- Arisaema rhizomatum C. E. C. Fisch. var. nudum C. E. C. Fisch.